# Geschützter Landschaftsbestandteil Herbecker Siepen

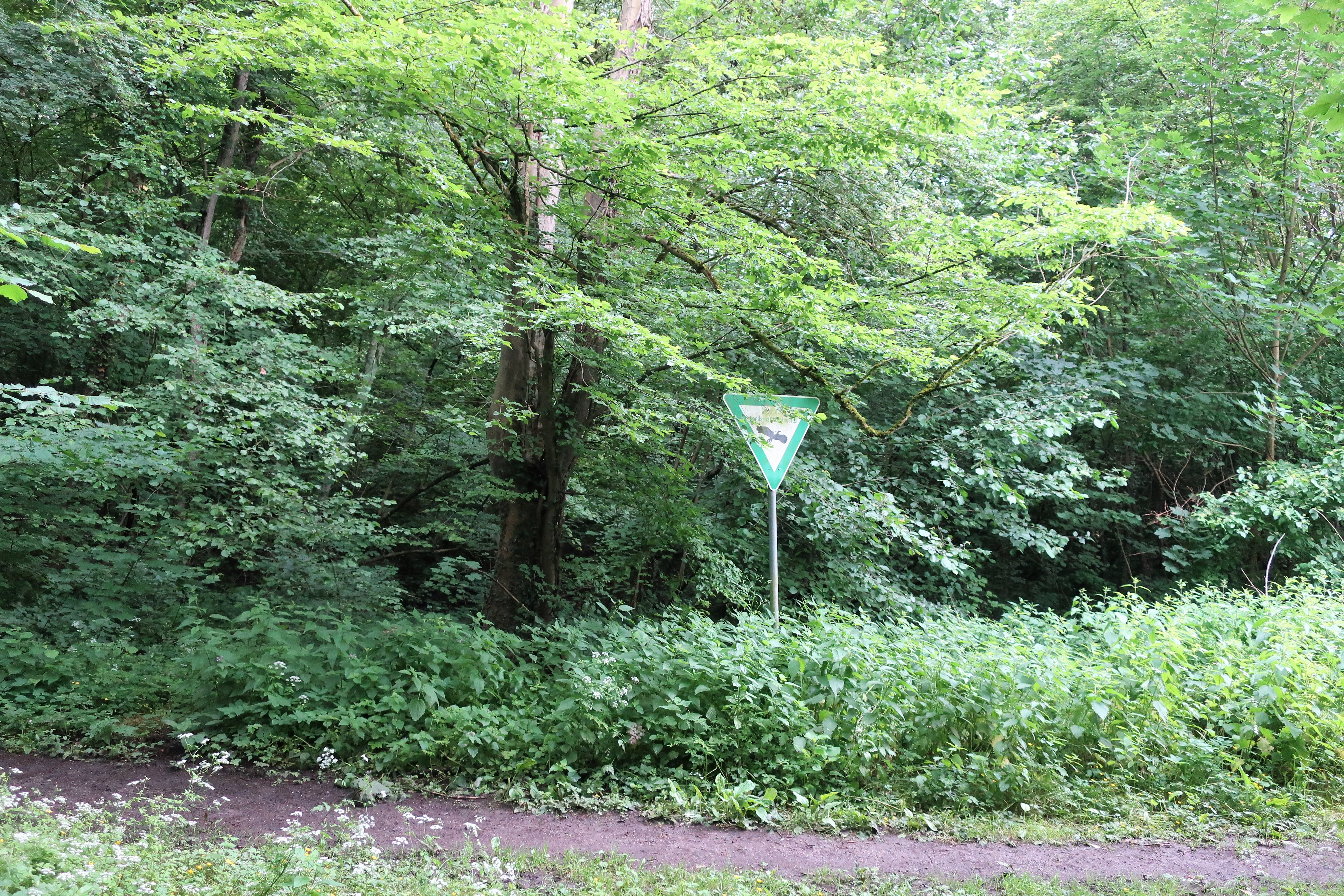
Geschützter Landschaftsbestandteil Herbecker Siepen

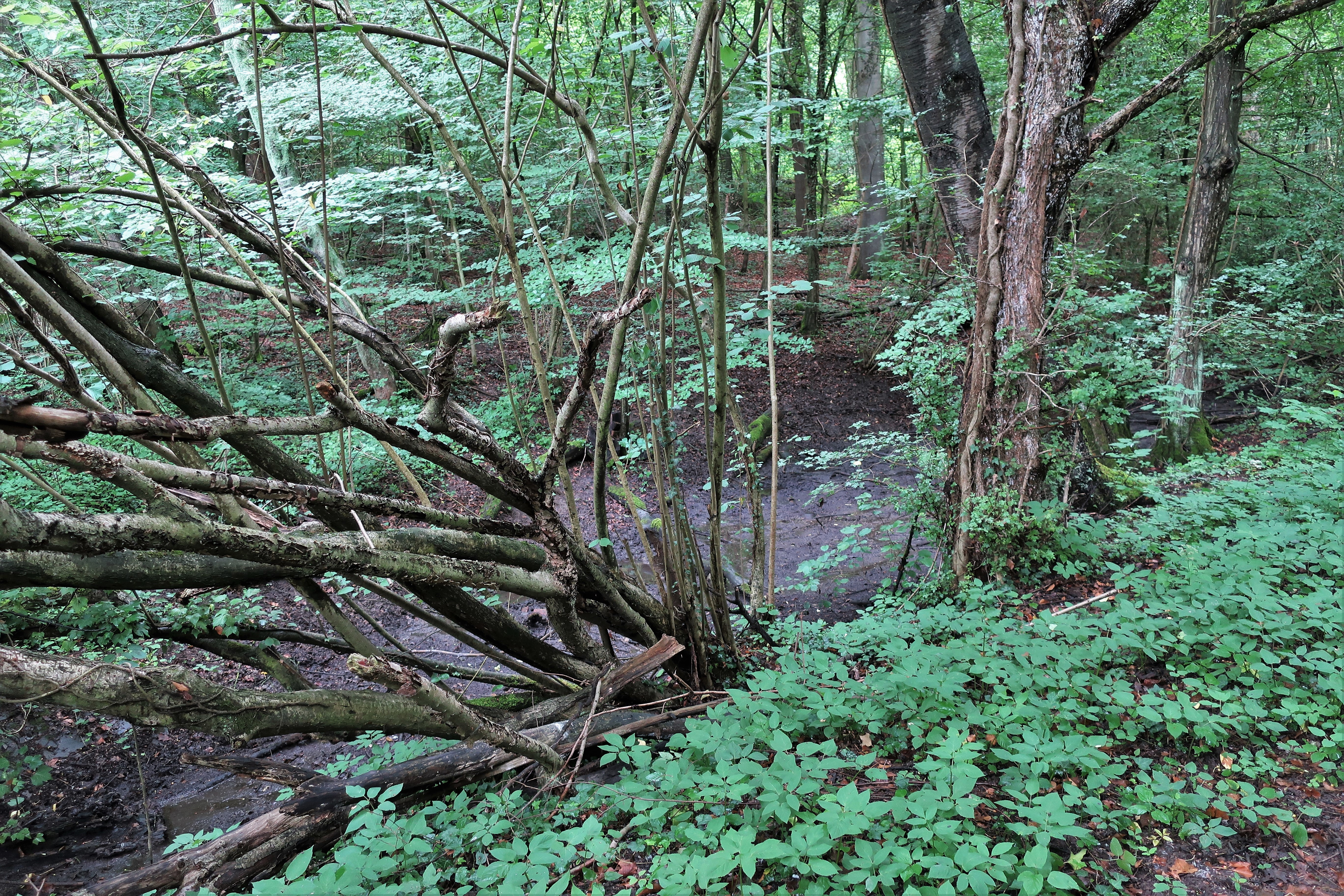
Herbecker Siepen

Der Geschützte Landschaftsbestandteil Herbecker Siepen mit einer Flächengröße von 1 ha liegt auf dem Gebiet der kreisfreien Stadt Hagen in Nordrhein-Westfalen. Der LB wurde 1994 mit dem Landschaftsplan der Stadt Hagen vom Stadtrat von Hagen ausgewiesen.

## Beschreibung
Beschreibung im Landschaftsplan: „Der Landschaftsbestandteil liegt zwischen Hohenlimburger Straße und der A 46 östlich von Herbeck. Es handelt sich um einen Bachlauf mit angrenzenden Wiesen- und Brachestreifen sowie den östlich anschließenden, bewaldeten Talhang. Im Bereich der ehemaligen Hofstelle wurde das Bachbett verlegt und eine Aufschüttung vorgenommen.“

## Schutzzweck
Laut Landschaftsplan erfolgte die Ausweisung „zur Sicherung der Leistungsfähigkeit des Naturhaushalts durch Erhalt eines wertvollen Altholzbestandes mit vorgelagertem Waldmantel und einer artenreichen Bodenflora als Lebensraum, insbesondere für Kleinsäuger, höhlenbrütende Vogelarten und totholzbewohnende Insekten sowie der charakteristischen Tier und Pflanzenarten des Kalkbuchenwaldes“.